# Calappa ocellata
Calappa ocellata is een krabbensoort uit de familie van de Calappidae. De wetenschappelijke naam van de soort is voor het eerst geldig gepubliceerd in 1958 door Holthuis.